# 4. honvedski poljskotopniški polk (Avstro-Ogrska)
Za druge 4. polke glejte 4. polk.
4. honvedski poljskotopniški polk (izvirno nemško Feldkanonenregiment Nr. 4; madžarsko 4. honvéd tábori ágyúsezred) je bil artilerijski polk Kraljevega madžarskega domobranstva.

## Zgodovina

### Prva svetovna vojna
Polkovna narodnostna sestava leta 1914 je bila sledeča: 51% Slovakov, 28% Madžarov, 20% Nemcev in 1% drugih.

## Poveljniki
- maj 1914: Alexander Mattanovich[1]